# Florianów (powiat kutnowski)
Florianów – wieś w Polsce położona w województwie łódzkim, w powiecie kutnowskim, w gminie Bedlno.
| SIMC    | Nazwa    | Rodzaj    |
| ------- | -------- | --------- |
| 0558877 | Maurycew | część wsi |
| 0558883 | Rojewo   | część wsi |

W latach 1975–1998 miejscowość administracyjnie należała do województwa płockiego.